# Adidas Finale

Adidas Finale 10

Finale — офіційний м'яч Ліга чемпіонів УЄФА. Цей м'яч був розроблений компанією Adidas спеціально для цього турніру.

## Технічні характеристики
Як і у Adidas Finale Madrid, конструкція м'яча обумовлена його дизайном, а не навпаки.
Сфера з 32 термосклеєних рельєфних поліуретанових фрагментів: 12 п'ятипроменевих зірок і 20 шестикутників. Поверхня м'яча рівномірно вкрита мікровипуклостями за технологією Adidas «PSC-Texture», що покликана забезпечити його кращі контактні характеристики.

## Дизайн
Дизайн відповідає логотипу Ліги чемпіонів УЄФА — м'яч із зірок. Продовжуючи різнокольорову серію Finale, у 2010/2011 сезоні Ліги чемпіонів зірки м'яча мають темно-синє забарвлення.